# Spondylurus monitae
Spondylurus monitae o eslizón monito es una especie de escincomorfos de la familia Scincidae.

## Distribución geográfica
Es endémica del islote Monito (oeste de Puerto Rico).

## Estado de conservación
Se encuentra amenazada por la pérdida de su hábitat natural.